# Digic Pictures
A DIGIC egy több mint 20 éves múltra visszatekintő animációs stúdió Magyarországon, mely évek óta a 3D animációs- és filmes VFX világ élvonalában tevékenykedik. A stúdió négy üzletággal rendelkezik.
A DIGIC Pictures főleg 3D-s animációk, illetve CGI jelenetek készítésével, míg a Digic Services elnevezésű részlegük a motion capture és photoscan eljárások alkalmazásával foglalkozik. A vállalat stúdiói Budapesten, a Graphisoft Parkban találhatóak.

## Történet
A DIGIC Pictures 2002-ben jött létre, azzal a céllal, hogy a magyar Black Hole Entertainment Armies of Exigo című játékához az átvezető jeleneteket elkészítse. Ekkoriban csak „filmes részlegnek” nevezték őket és három főt foglalkoztattak. A videóbetétek 2003-ra már elkészültek és ez volt ez első olyan magyar projekt, ami a rangos nemzetközi Siggraph fesztiválon szerepelhetett. A hollywoodi producer, Andrew G. Vajna közbenjárásával a Terminátor 3: A gépek lázadása című film 60 darab vizuális effekt-es jelenetét készítették el, munkájukat pozitív kritikával fogadták. 2006 óta főleg a videójáték közönségnek szólnak munkáik és olyan sikeres játékokhoz készíthettek videókat, mint a Warhammer: Mark of Chaos, az Assassin’s Creed II és folytatásai, vagy a Mass Effect 3. 2011-ben az általuk készített Assassin’s Creed Revelations trailer, melyet a 2011-es E3 alkalmával prezentált a kiadó Ubisoft, több helyen a rendezvény, valamint a 2011-es év legjobb trailerei közé választották. Az Assassin’s Creed III címet viselő epizódjának trailerét, 2012-ben szintén az E3-on mutattak be a közönségnek, ugyancsak kivívta a szakma és a rajongók elismerését, illetve a G4 TV valamint a GameTrailers a 2012-es E3 legjobb trailerének választott. Az Assassin's Creed sorozat 2014-es nagy sikerű Trailerét, az Assassin's Creed Unityt a 2014-es E3-on mutatták be. A trailer többek között elnyerte a Best Trailer/Opener díjat az Animago 2014 Animációs Filmfesztiválon.
A Digic Pictures 2014 novemberében, az Activision Publishing által bemutatott , Call of Duty: Advanced Warfare játékához készített cinematicot. 2015 első felében pedig két új filmmel bővült az Assassin's Creed játék széria is. 2015 Januárjában megjelent az Assassin's Creed Unity: Dead Kings, és 2015 júniusában pedig az Assassin's Creed Syndicate cinematic trailer. 2015 tavaszán megjelent a Witcher 3 : Wild Hunt Launch Cinematic Trailer.
2016-ban olyan filmek készültek a DIGIC stúdiójában, mint a Destiny: The Taken King CG Cinematics, a Kingsglaive: Final Fantasy XV - Battle Scene  és a Final Fantasy XV - Omen Trailer.
2017-ben a DIGIC folytatta a CG cinematic trailerek készítését. Olyan munkák születtek, mint a League of Legends: Warwick The Wrath of Zaun (Riot Games), Lineage M (NcSoft), Gwent: The Witcher Card Game (CD Projekt RED), és az Assassin's Creed Origins (Ubisoft). A CG trailereken kívül, a DIGIC in-game CG cinematicokat készített többek között a Destiny 2 videójátékhoz.
A DIGIC 2021-ben csatlakozott az Embracer Group-hoz.

## DIGIC Motion
A DIGIC Motion a DIGIC Pictures VICON Motion Capture rendszerrel felszerelt Motion Capture stúdió, mely jelenleg 40 db T160-as kamerával, és 4 faceware GoPro fejkamerával (HMC) rendelkezik.

## DIGIC Photoscan
A DIGIC Photoscan a DIGIC Pictures 3D scanning részlege ahol minőségi, produkcióra kész 3D scanneket készítünk textúrával, filmes, televíziós, reklámos, játékfejlesztési és tudományos célokra.
A Budapesten található DIGIC Photoscan Stúdió a cég legújabb nagy sebességű és teljesítményű fotogrammetriás rendszere, kifejezetten erre a célra kialakított nyolc szögletű fotóstúdióban, saját fejlesztésű vezérléssel. Igényes és kényelmes munkaközegben, komoly szakemberi csapattal dolgozunk, a 36-50 kamerás, kameránként 24 Mpx-es rendszer pedig könnyen állítható, alkalmas fej (FACS), test és testrész felvételekre is. Egyszerűen hordozható külső helyszínekre is, gyorsan üzembe helyezhető.
Az embereken kívül állatokról, tárgyakról, épületekről és számtalan dologról csinálunk scanneket. Ezek több szintű feldolgozáson mennek keresztül, a tisztogatástól a legfinomabb modellezésig, egyéni kéréseket is figyelembe véve, professzionális művészek segítségével, a megrendelők igénye szerint.

## Game cinematics
| #  | Film                                                                        | Megjelenés dátuma    | Kiadó                            | Fejlesztő                | Műfaj                   | Díjak és vetítések |
| -- | --------------------------------------------------------------------------- | -------------------- | -------------------------------- | ------------------------ | ----------------------- | --- |
| 1  | Armies of Exigo                                                             | 2003. január 15.     | Electronic Arts                  | Black Hole Entertainment | Intro                   | Siggraph 2003 Electronic Theater hivatalos programjában bemutatva, San Diego, USA |
| 2  | Armies of Exigo                                                             | 2004. július 1.      | Electronic Arts                  | Black Hole Entertainment | Outro                   | |
| 3  | Armies of Exigo Human                                                       | 2004. július 1.      | Electronic Arts                  | Black Hole Entertainment | Short                   | |
| 4  | Armies of Exigo Beast                                                       | 2004. július 1.      | Electronic Arts                  | Black Hole Entertainment | Short                   | |
| 5  | Armies of Exigo Fallen                                                      | 2004. július 1.      | Electronic Arts                  | Black Hole Entertainment | Short                   | |
| 6  | Warhammer: Mark of Chaos                                                    | 2005. május 18.      | Namco Bandai                     | Black Hole Entertainment | Teaser                  | |
| 7  | Warhammer: Mark of Chaos                                                    | 2006. május 30.      | Namco Bandai                     | Black Hole Entertainment | Intro                   | Siggraph 2003 Electronic Theater hivatalos programjában bemutatva, San Diego, USA Gametrailers.com Minden idők 100 legjobb trailere 64. hely |
| 8  | Universe at War Earth Assault                                               | 2007. augusztus 21.  | Sega of America                  | Petroglyph               | Trailer                 | |
| 9  | Warhammer: Battle March                                                     | 2007. augusztus 30.  | Namco Bandai                     | Black Hole Entertainment | Intro                   | |
| 10 | Infiniti                                                                    | 2007. október 10.    | Pai International                |                          | Short                   | |
| 11 | The Secret World series Puritan                                             | 2007. december 2.    | Funcom                           | Funcom                   | Short                   | |
| 12 | The Secret World series Firestarter                                         | 2008. február 10.    | Funcom                           | Funcom                   | Short                   | |
| 13 | The Secret World series Grifter                                             | 2008. március 25.    | Funcom                           | Funcom                   | Short                   | Gametrailers.com Minden idők 100 legjobb trailere 78. hely |
| 14 | The Secret World series Zuberi                                              | 2008. április 20.    | Funcom                           | Funcom                   | Short                   | |
| 15 | Aliens: Colonial Marines                                                    | 2008. május 13.      | Sega                             | Gearbox Software         | Teaser                  | |
| 16 | Darksiders: Wrath of War                                                    | 2008. december 21.   | THQ                              | Vigil Games              | Intro                   | |
| 17 | Darksiders: Wrath of War                                                    | 2009. június 23.     | THQ                              | Vigil Games              | Trailer                 | |
| 18 | Alpha Protocol                                                              | 2009. április 15.    | Sega                             | Obsidian                 | Trailer                 | |
| 19 | Assassin's Creed 2                                                          | 2009. június 2.      | Ubisoft                          | Ubisoft Montreal         | Trailer                 | Best Technical Prize at Siggraph Asia 2009, Yokohama, Japan Best Post-Production Award az Animago Award 2009 Animációs Filmfesztiválon, Berlin, Németország Legtöbbet nézett trailer 2009 júniusában a Gametrailers.com-on Siggraph Asia 2009 Electronic Theater hivatalos programjában bemutatva, Yokohama, Japan Siggraph 2010 Electronic Theater hivatalos programjában bemutatva, Los Angeles, USA Gametrailers.com Minden idők 100 legjobb trailere 3. hely |
| 20 | Prince of Persia: The Forgotten Sands                                       | 2010. május 26.      | Ubisoft                          | Ubisoft Montreal         | Intro                   | Siggraph 2010 Computer Animation Festival hivatalos programjában bemutatva, Los Angeles, USA |
| 21 | Assassin's Creed Brotherhood                                                | 2010. június 14.     | Ubisoft                          | Ubisoft Montreal         | Trailer                 | Siggraph Asia 2010 Electronic Theater hivatalos programjában bemutatva, Szöul, Dél-Korea Siggraph 2011 Computer Animation Festival hivatalos programjában bemutatva, Vancouver, Kanada Gametrailers.com Minden idők 100 legjobb trailere 81. hely |
| 22 | Civilization V                                                              | 2010. szeptember 21. | 2K Games                         | Firaxis Games            | Intro                   | Animated Com Award’s Technology Prize a 18. International Trickfilm Fesztiválon 2011, Stuttgart, Németország Best Technical Prize at Siggraph Asia 2010, Szöul, Dél-Korea Best Post-Production Award az Animago Award 2010 Animációs Filmfesztiválon, Berlin, Németország Siggraph Asia 2010 Electronic Theater hivatalos programjában bemutatva, Szöul, Dél-Korea Siggraph 2011 Computer Animation Festival hivatalos programjában bemutatva, Vancouver, Kanada |
| 23 | Dragon age 2                                                                | 2010. augusztus 17.  | Electronic Arts                  | Bioware                  | Trailer                 | Best Post-Production Award díjra jelölve az Animago 2011 Animációs Filmfesztiválon Siggraph Asia 2011 Electronic Theater hivatalos programjában bemutatva, Hongkong, Kína Siggraph 2011 Computer Animation Festival hivatalos programjában bemutatva, Vancouver, Kanada |
| 24 | Mass Effect 3                                                               | 2010. december 11.   | Electronic Arts                  | Bioware                  | Teaser                  | Legtöbbet nézett trailer 2010 decemberében a Gametrailers.com-on Minden Idők Legjobb Trailer-e a Gametrailers.com szavazásán 2011-ben Siggraph 2011 Computer Animation Festival hivatalos programjában bemutatva, Vancouver, Kanada |
| 25 | Assassins' Creed Revelations                                                | 2011. június 6.      | Ubisoft                          | Ubisoft Montreal         | Trailer                 | SPIKE Video Game Awards: Az év trailere 2011 Best Post - Production Award az Animago 2011 Animációs Filmfesztiválon, Berlin, Németország Gamespot: Szerkesztők választása - E3 2011 legjobb trailere Gamespot: Olvasók választása - E3 2011 legjobb trailere Gametrailers.com - E3 2011 legjobb trailere 1Up - E3 2011 legjobb trailere Siggraph Asia 2011 Electronic Theater hivatalos programjában bemutatva, Hongkong, Kína Gametrailers.com Minden idők 100 legjobb trailere 29. hely Anniversary Prize 20 years Animago Award, Animago 2016, München, Németország |
| 26 | Mass Effect 3 - Take Earth Back                                             | 2012. február 19.    | Electronic Arts                  | Bioware                  | Trailer                 | Best Post - Production Award az Animago 2012 Animációs Filmfesztiválon, Berlin, Németország Animated Com Award’s Technology Prize a 20. International Trickfilm Fesztiválon 2013, Stuttgart, Németország |
| 27 | Assassin's Creed 3                                                          | 2012. június 4.      | Ubisoft                          | Ubisoft Montreal         | Trailer                 | G4Tv “E3 2012 legjobb trailere” Siggraph Asia 2013 Animation Theater hivatalos programjában bemutatva, Hongkong, Kína Gametrailers.com jelölése az “E3 2012 legjobb trailere” címre Siggraph 2013 Computer Animation Festival hivatalos programjában bemutatva, Anaheim, USA |
| 28 | Castlevania: Lords of Shadow 2                                              | 2012. június 4.      | KONAMI                           | Mercury Steam            | Trailer                 | Siggraph Asia 2013 Animation Theater hivatalos programjában bemutatva, Hongkong, Kína Siggraph 2013 Computer Animation Festival hivatalos programjában bemutatva, Anaheim, USA |
| 29 | Splinter Cell Blacklist                                                     | 2012. június 4.      | Ubisoft                          | Ubisoft Toronto          | Trailer                 | |
| 30 | HALO 4 Prologue                                                             | 2012. november 5.    | Microsoft Studios                | 343 Industries           | Intro cinematic         | Best Trailer/Opener Award díjra jelölve az Animago 2013 Animációs Filmfesztiválon Siggraph Asia 2013 Electronic Theater hivatalos programjában bemutatva, Hongkong, Kína Siggraph 2013 Computer Animation Festival hivatalos programjában bemutatva, Anaheim, USA |
| 31 | HALO 4 Infinity                                                             | 2012. november 5.    | Microsoft Studios                | 343 Industries           | Cut-scene cinematic     | |
| 32 | HALO 4 Epilogue                                                             | 2012. november 5.    | Microsoft Studios                | 343 Industries           | Cut-scene cinematic     | |
| 33 | HALO 4 Ending                                                               | 2012. november 5.    | Microsoft Studios                | 343 Industries           | Outro cinematic         | |
| 34 | Assassin's Creed 4 Black Flag announcement trailer                          | 2013. március 4.     | Ubisoft                          | Ubisoft Montreal         | Trailer                 | Siggraph Asia 2013 Animation Theater hivatalos programjában bemutatva, Hongkong, Kína |
| 35 | Watch Dogs "Exposed" E3                                                     | 2013. június 10.     | Ubisoft                          | Ubisoft Montreal         | Trailer                 | Best Trailer/Opener Award az Animago 2013 Animációs Filmfesztiválon, Berlin, Németország Animated Com Award’s Technology Prize a 21. International Trickfilm Fesztiválon 2014, Stuttgart, Németország Siggraph Asia 2013 Electronic Theater hivatalos programjában bemutatva, Hongkong, Kína |
| 36 | Assassin's Creed 4 Black Flag E3 trailer                                    | 2013. június 10.     | Ubisoft                          | Ubisoft Montreal         | Trailer                 | Best Trailer/Opener Award díjra jelölve az Animago 2013 Animációs Filmfesztiválon Siggraph Asia 2013 Animation Theater hivatalos programjában bemutatva, Hongkong, Kína |
| 37 | Assassin's Creed Unity E3 trailer                                           | 2014. június 9.      | Ubisoft                          | Ubisoft Montreal         | Trailer                 | Best Trailer/Opener díj az Animago 2014 Animációs Filmfesztiválon, Berlin, Németország Siggraph Asia 2014 Electronic Theatre hivatalos programjában bemutatva, Shenzhen, China, Külön említve, mint "Excellence in Cinematics" a Spark Animation Fesztiválon, 2014 Vancouver, Canada Gold prize : “ Outstanding Promotional Trailer “ és “ Best Use of Music in a Promotional Piece “ , Silver prize for “ Best CG for a Video Asset ” a GMA 2015 fesztiválon, San Francisco, USA                                                                                      |
| 38 | Assasin's Creed Unity: Arno Master Assassin                                 | 2014. július 29.     | Ubisoft                          | Ubisoft                  | Trailer                 | |
| 39 | Call of Duty : Advanced Warfare                                             | 2014. november 3.    | Activision Publishing            | Sledgehammer Games       | Cut - Scene Cinematic   | |
| 40 | Assassin's Creed Unity: Dead Kings                                          | 2015. január 29.     | Ubisoft                          | Ubisoft                  | Trailer                 | |
| 41 | The Witcher 3: Wild Hunt Launch Cinematic                                   | 2015. május 15.      | CD Projekt S.A                   | CD Projekt S.A           | Trailer                 | Best Trailer/Opener díj az Animago 2015 Animációs Filmfesztiválon, Berlin, Németország Best Cinematic díj a Spark Animation Fesztiválon, 2015 Vancouver, Canada Siggraph Asia 2015 Electronic Theatre hivatalos programjában bemutatva, Kobe, Japan |
| 42 | The Assassin's Creed Syndicate Cinematic Trailer                            | 2015. június 16.     | Ubisoft                          | Ubisoft Quebec           | Trailer                 | Jelölve a Best Trailer/Opener díjra az Animago 2015 Fesztiválon, Berlin, Germany Animated Com Award’s Technology Prize az ITFS 2016, Stuttgart |
| 43 | Destiny: The Taken King CG Cinematics                                       | 2015. szeptember 15. | Activision                       | Bungie                   | Trailer                 | |
| 44 | Kingsglaive: Final Fantasy XV - Battle Scene                                | 2016. augusztus 16.  | Sony Pictures Home Entertainment | Square Enix              | Feature film scenes     | |
| 45 | Final Fantasy XV - Omen Trailer                                             | 2016. október 27.    | Square Enix                      | Square Enix              | Trailer                 | Siggraph Asia 2016 Animation Theatre hivatalos programjában bemutatva, Macao, Kína. Jelölve a Best Trailer/Opener díjra az Animago 2016 Fesztiválon, München, Germany |
| 46 | League of Legends - Warwick: The Wrath of Zaun                              | 2017. január 9.      | Riot Games                       | Riot Games               | Trailer                 | |
| 47 | Lineage M                                                                   | 2017. május 15.      | NCsoft                           | NCsoft                   | Trailer                 | |
| 48 | Gwent: The Witcher Card Game                                                | 2017. május 25.      | CD Projekt Red                   | CD Projekt Red           | Trailer                 | |
| 49 | Assassin's Creed Origins: Gamescom 2017 Cinematic Trailer                   | 2017. augusztus 20.  | Ubisoft                          | Ubisoft                  | Trailer                 | |
| 50 | Call of Duty: WWII                                                          | 2017. november 3.    | Activision                       | Sledgehammer Games       | Cinematics              | |
| 51 | Destiny 2                                                                   | 2017.szeptember 6.   | Bungie                           | Bungie                   | in-game CG cinematics   | |
| 52 | League of Legends: The Climb                                                | 2018. január 15.     | Riot Games                       | Riot Games               | Trailer                 | |
| 53 | Destiny 2: Forsaken                                                         | 2018. szeptember 28. | Bungie                           | Bungie                   | Cinematic Trailer       | |
| 54 | Los Ark                                                                     | 2018. november 7.    | Smilegate                        | Smilegate                | Trailer                 | |
| 55 | Awaken (ft. Valerie Broussard) \| League of Legends Cinematic - Season 2019 | 2019, január 21.     | Riot Games                       | Riot Games               | Trailer                 | |
| 56 | Rainbow Six Siege: The Hammer and the Scalpel                               | 2019. február 16.    | Ubisoft                          | Ubisoft                  | Trailer                 | |
| 56 | The Secret War( Love, Death and Robots )                                    | 2019. március 15.    | Netflix                          | Blur                     | Antológia               | |
| 57 | Sniper Ghost Warrior Contracts Teaser Trailer                               | 2019. június 7.      | CI Games                         |                          | Teaser Trailer          | |
| 58 | Darksiders Genesis - Announcement Teaser                                    | 2019. június 7.      | THQ Nordic                       |                          | Teaser                  | |
| 59 | Warframe intro movie                                                        | 2019. július 6.      | Digital Extremes                 | Digital Extremes         | CGI Intro Movie Trailer | |

|-
| 51 || Destiny 2 || 2017. szeptember || Bungie || Bungie || in-game CG cinematics ||  
|-
| 52 || League of Legends: The Climb || 2018. január || Riot Games || Riot Games || Trailer ||
|-
| 53 || Destiny 2: Forsaken || 2018. szeptember || Bungie || Bungie || Cinematic Trailer
|-
| 54 || Los Ark || 2018. szeptember || Smilegate || Smilegate || Trailer ||
|-
|55
|Awaken (ft. Valerie Broussard) | League of Legends Cinematic - Season 2019
|2019, január
|Riot Games
|Riot Games
|Trailer 
|
|}

## VFX & Commercials
| #  | Film                                                           | Megjelenés dátuma | Ügyfél                                                     | Műfaj          | Díjak és vetítések |
| -- | -------------------------------------------------------------- | ----------------- | ---------------------------------------------------------- | -------------- | --- |
| 1  | Terminator 3: Rise of The Machines                             | 2003. május 1.    | IMF                                                        | Visual effects | |
| 2  | Children of Glory                                              | 2006. október 23. | C2 Pictures, Flashback Productions                         | Visual effects | |
| 3  | ESET for Android                                               | 2007. november 5. | MARK BBDO                                                  | Commercial     | |
| 4  | Assassin's Creed 3                                             | 2012. október 19. | Ubisoft                                                    | Commercial     | |
| 5  | AMD "Be Invincible"                                            | 2013. június 10.  | Advanced Micro Devices                                     | Commercial     | Best Post-Production Award díjra jelölve az Animago 2013 Animációs Filmfesztiválon Siggraph Asia 2013 Animation Theater hivatalos programjában bemutatva, Hongkong, Kína |
| 6  | Assassins Creed IV Black Flag Tattoo TV Spot                   | 2013. október 6.  | Ubisoft/Mistress Creative                                  | Commercial     | |
| 7  | Watch Dogs TV Commercial                                       | 2014. május 5.    | Ubisoft                                                    | Commercial     | Gold prize : “ Best CG for a Video Asset ” és Silver prize : “ Outstanding TV or Theatrical AD ” a GMA 2015 fesztiválon, San Francisco, USA                              |
| 8  | The Witcher 3: Wild Hunt TV Spot                               | 2015. április     | CD Projekt S.A                                             | Commercial     | |
| 9  | Assassin's Creed Syndicate TV Spot Trailer (US)                | 2015. november    | Ubisoft                                                    | Commercial     | |
| 10 | Assassin's Creed Syndicate TV Spot Trailer (Europe)            | 2016. február     | Ubisoft/Iconclast                                          | Commercial     | |
| 11 | Uncharted 4: The Thief's End - Man Behind The Treasure TV Spot | 2016. március     | Sony Computer Entertainment America LLC./Naughty Dog, Inc. | Commercial     | |
| 12 | Uncharted 4: The Thief's End - Heads or Trails TV Spot         | 2016. március     | Sony Computer Entertainment America LLC./Naughty Dog, Inc. | Commercial     | |